# Абага Центральная
Абага Центральная, пишется также как Абага центральная (якут. Киин Абаҕа) — село в Олёкминском районе Республики Саха (Якутия) России. Входит в состав Абагинский наслега.

## География
Село находится в юго-западной части Якутии, в пределах левобережной части долины реки Лена, на расстоянии 4 километрах от Абаги, административного центра наслега.
Климат
Климат характеризуется как резко континентальный. Средняя температура воздуха самого тёплого месяца (июля) составляет 18 °C; самого холодного (января) — −30 − −35 °C. Среднегодовое количество атмосферных осадков составляет 200—300 мм.

## Население
| 1989 | 2002 | 2010 | 2021 |
| ---- | ---- | ---- | ---- |
| 800  | ↘581 | ↘429 | ↘307 |

Национальный состав
Согласно результатам переписи 2002 года, в национальной структуре населения якуты составляли 82 % от 581 чел.

## Улицы
| - ул. 1-я, - ул. 2-я, - ул. 3-я, - ул. 4-я, | - ул. К. Миллера, - ул. Лесная, - ул. Нижняя, - ул. Центральная. |